# 2018년 일본의 텔레비전 드라마 목록
다음은 2018년에 일본의 텔레비전에서 방송하는 드라마 프로그램을 나열한 목록이다.

## 1분기
- 《# 소리만 천사》(AbemaTV)
- 《# 해시태그》(TOKYO MX)
- 《99.9 -형사 전문 변호사- SEASON II》 (TBS)
- 《anone》 (닛폰TV 방송망)
- 《BG~신변경호인~》 (TV 아사히)
- 《DOCTORS~최강의 명의~ 신춘 스페셜》(TV 아사히)
- 《FINAL CUT》 (KTV)
- 《MASKMEN》(TV 도쿄)
- 《NO MOVIE, NO LIFE》(WOWOW)
- 《Q&A》(TV 아사히)
- 《ROAD TO EDEN》(FOD)
- 《You May Dream~유 메이 드림~》(NHK)
- 《가족의 여정 가족을 살해당한 남자와 죽인 남자》(토카이 TV)
- 《감사역 노자 슈헤이》(WOWOW)
- 《결정타 키스》(닛폰TV 방송망)
- 《고시가야 최고》(NHK)
- 《고양이와 코와모테 2》(BS JAPAN)
- 《과수연의 여자 17》 (TV 아사히)
- 《기억》(후지 TV NEXT)
- 《더 블랙 컴퍼니》(후지 TV TWO 드라마·애니메이션 / 후지 TV TWOsmart)
- 《나고야 행 마지막 열차 2018》(나고야 TV 방송)
- 《나를 ××하십시오! / 오빠 친구》(마이니치 방송)
- 《남자친구를 대출 샀다》(dTV・FOD)
- 《내일의 네가 더 좋아》(TV 아사히)
- 《네가 마음에 자리잡았다》 (TBS)
- 《늑대인간 게임 로스트 에덴》
- 《데드 프레이~푸른 살의~》
- 《데우는 유토피아》
- 《도쿄 센티멘탈 SP~오차노미즈의 사랑~》
- 《도청 폭파!》
- 《돌멘 X》
- 《딸의 결혼》
- 《또와 마치코의, 사랑은 이제 많이 있어요》
- 《러브 러브 에일리언 2》
- 《리피트~운명을 바꾸는 10 개월~》
- 《미시마 유키오 생명 팝니다》
- 《마지막 저녁 식사》
- 《막말 미식가 무사의 밥! 2》
- 《망각의 사치코》
- 《모브 사이코 100》
- 《바이바이, 블랙버드》
- 《바이플레이어즈~만약 명품 조연이 텔레비젼 토쿄 아침 드라마 무인도 생활하면~》
- 《밤중의 슈퍼카》
- 《배달 보이~내가 YouTuber 된 이유~》
- 《백일의 까마귀》
- 《봄이왔다》
- 《불능범》
- 《불륜 식당》
- 《사랑하는 고기 먹는 여자》
- 《사키-Saki- 아치가편 episode of side-A 특별편》
- 《세 마리의 아저씨 스페셜》
- 《세고돈》
- 《쉬쉬 겨울~우리집 문제 없었하게~》
- 《스니퍼 스페셜》
- 《스트리트 와이즈 인 원더 랜드~사건의 더 내버려 두지 않을 탐정~》
- 《시무라 켄 in 탐정 사헤이 60세》
- 《시즈카 할머니에게 맡겨 줘》
- 《미드나이트 저널 사라진 유괴범을 쫓아라! 칠년의 진실》
- 《애거사 크리스티 이틀 밤 연속드라마 스페셜 패딩턴발 4시 50분~침대특급 살인 사건~, 대여우 살인 사건~거울 옆에 금이~》
- 《어둠의 반주자~편집장의 조건》
- 《아우의 남편》
- 《어디에도없는 나라》
- 《언내추럴》
- 《여자적 생활》
- 《오 마이 점프!~소년 점프 지구를 구한다~》
- 《오모히데 좌》
- 《오사카 순환선 Part3 사람 역마다의 스마일》
- 《오오오 에치젠 4》
- 《오차노미즈 록》
- 《오펀 블랙~7개 유전자~》
- 《우리집의 문제》
- 《이노센트 데이즈》
- 《이런 곳에 운명의 사람》
- 《이웃집 가족은 푸르게 보인다》
- 《전영소녀~VIDEO GIRL AI 2018~》
- 《정령의 수호자 III 최종장》
- 《졸업 바보멘타리》
- 《천재를 키운 아내~세계가 인정한 수학자와 아내의 사랑~》
- 《치하야후루-연결-》
- 《카케구루이》
- 《코시 후부키 이야기》
- 《콘다 테루의 합법 레시피》
- 《키스하고 싶은 속눈썹》
- 《텐카, 야마이누 종료 말이야.》
- 《특명수사 카쿠호의 여자》
- 《파트너 Season16》
- 《필살 사업인》
- 《풍운아들~난학 혁명편~》
- 《하라와 노란색~하와이와 내 팬케이크 이야기~》
- 《할 수 있던지도위원회》
- 《해파리 공주》
- 《헤이세이 세설》
- 《헤이세이 아야기》
- 《호곡의 카타스트로》
- 《홀리데이 러브》
- 《황신》
- 《후쿠오카 연애 백서 13》

## 2분기
- 《○○한 사람의 말로》
- 《15세, 오늘부터 동거 시작합니다.》
- 《60 오판 대책실》
- 《68세의 신입 사원》
- 《CHIEF~경시청 IR 분석실~》
- 《Miss 데빌 인사의 마귀·츠바키 마코》
- 《PTA 그랜드파 2!》
- 《R134 / 쇼난의 약속》
- 《SICK'S 조노쇼~내각 정보 조사실 특무사항 전담계 사건부~》
- 《u&i》
- 《가정부 남자 미타조노 (제2시리즈)》
- 《각오는 됐는가 거기 여자》
- 《거실에서》
- 《경시청 수사1과장 season3》
- 《고독한 미식가 Season7》
- 《굿모닝 콜 our campus days》
- 《기묘한 이야기 '18 봄 특별편》
- 《꽃보다 맑음~꽃남 넥스트 시즌~》
- 《꽃에게 짐승》
- 《나루토 밀첩》
- 《너에게는 돌아갈 집이 있다》
- 《더블 판타지》
- 《데이지 랙》
- 《도망 꽃》
- 《든지 기로리의 요리코씨》
- 《러브 리란》
- 《먹튀 킬러》
- 《명탐정 코진~갑자기 광고 드라마~》
- 《목소리 걸!》
- 《몬테 크리스토 백작-화려한 복수-》
- 《뮤부♪~비밀의 가원~》
- 《미스 셜록》
- 《미야모토에서 너에게》
- 《미해결 여자 경시청 문서 수사관》
- 《바카본의 아빠보다 바보아빠》
- 《배우 영혼~12명의 명배우×키쿠가와 여주인 "대본없이" 연애 드라마~》
- 《벼랑 끝 호텔!》
- 《복수 수사~경찰견과 형사의 살인 추적행~》
- 《불발탄~검은 돈을 조종하는 남자~》
- 《블랙페앙》
- 《사랑은 비온처럼~주머니에 소원~》
- 《선술집 봇타쿠리》
- 《소문의 여자》
- 《스모킹》
- 《시그널 장기 미결 사건 수사반》
- 《아카기~와시즈 마작 완결편~》
- 《아이언 그랜드마 2》
- 《아재's 러브》
- 《암 소멸의 함정~완전 관해의 수수께끼~》
- 《언제 까지나 하얀 날개》
- 《오빠 동생》
- 《은하철도 999 Galaxy Live Drama》
- 《절반, 푸르다.》
- 《정의의 세》
- 《주판 사무라이 바람의 이치베에》
- 《지독히 밸브가 서는 변호사가 학교에서 짖는》
- 《집사 사이온지의 명추리》
- 《천재 바카본 3 ~사랑과 청춘의 바카타 대학》
- 《컨피던스 맨 JP》
- 《쿠노이치 인범첩 반딧불》
- 《쿠로이도 살인 사건》
- 《탐정 이야기》
- 《특수9》
- 《파파활 성형》
- 《한계 단지》
- 《할 수 있던지도위원회》
- 《헤드 헌터》
- 《혼외 연애와 비슷》
- 《회사는 학교가 아니야거야.》

## 3분기
- 《A가 아닌 너와》
- 《dele》
- 《GIVER 복수의 증여자》
- 《SPEC 사가 여명편 사로리의 사랑~당신의 마음, 평생 사로리입니다~》
- 《tourist 투어리스트 제1화 방콕편》
- 《건강하고 문화적인 최저 한도의 생활》
- 《격 아트! 양키 축구부》
- 《경배 가게 괴담》
- 《경시청 제로계~생활안전과 뭐든지 상담실~ THIRD SEASON》
- 《닥터 Y 외과의·카지 히데키》
- 《고령의 꽃》
- 《과보호의 카호코 2018 러브 & 드림》
- 《굿 닥터》
- 《굿 바이》
- 《꽃 순례 특별편 "하루코의 인형"》
- 《난반사》
- 《너는 방과후, 허공을 날아》
- 《다이어리》
- 《대결! 궁극의 맛》
- 《도쿄 에일리언 브라더스》
- 《디키 타마리모트~응전의 젊은이들~》
- 《라스트 찬스 재생 청부인》
- 《롯폰마쓰 사랑하고 법 개혁》
- 《마지무리 학원》
- 《망간》
- 《명봉행! 토야마의 킨시로》
- 《무용암 은거 수행 2》
- 《문학 처녀》
- 《미라이 씨》
- 《미움 받고 감찰관 오토나시 이치로쿠 스페셜》
- 《범죄의 회차》
- 《벼랑 끝의 후치코!》
- 《별 가루 리벤저스》
- 《부장 카제바나 린코의 사랑~회장 시마 코사쿠 특별편~》
- 《불혹의 스크럼》
- 《사랑의 달》
- 《서바이벌 웨딩》
- 《세상살이 원수천지》
- 《수사 회의는 거실에서!》
- 《슈퍼 튜너》
- 《아만자쿠 전 외과의의 암살자가 의료의 어둠에 도전!》
- 《악마가 와서 피리를 분다》
- 《어슬렁 거리》
- 《언젠가이 비가 그칠 날까지》
- 《옛말 법정 시리즈 4》
- 《우울 빠져》
- 《우도의 해안 이야기》
- 《우주를 달리는요 했는가》
- 《원더 월》
- 《유나기의 거리 벚꽃의 나라 2018》
- 《유류 수사 (제5시리즈)》
- 《은혼 2~기묘한 은혼짱~》
- 《이 세상의 한구석에》
- 《이과가 사랑에 빠졌다 때문에 증명 보았다.》
- 《이아리 보이지 않는 얼굴》
- 《인베스터 Z》
- 《의붓 엄마와 딸의 블루스》
- 《전쟁 밥》
- 《절대영도~미연범죄 잠입수사~》
- 《정말로 있었던 무서운 이야기 여름 특별편 2018》
- 《정말로 항해하고 있습니다. ~Second Season~》
- 《제로 일확천금 게임》
- 《지정 변호사》
- 《진범인》
- 《치어 댄스》
- 《칠석 안녕, 또 언젠가》
- 《탐정이 너무 빨리》
- 《태양을 사랑한 사람~1964 그날의 패럴림픽~》
- 《코드 블루 특별편 -또 다른 전장-》
- 《코드 블루 -또 하나의 일상-》
- 《쿠로조인의 로쿠베에》
- 《쿠모키리 니자에몽 4》
- 《투명한 요람》
- 《파랑과 나》
- 《파르페 틱》2
- 《포르노 그래퍼》
- 《하게타카》
- 《학교에 갈 수 없었던 내가~"그 꽃" "여기 피해"를 쓰기까지~》
- 《행복한 색의 원룸》
- 《형사 7명 4》
- 《후나코시 에이이치로 살인 사건》
- 《히모멘》
- 《히어로를 세운 사람 이시노모리 쇼타로 이야기》

## 4분기
- 《7명 남편 -교단헤라클레스노오키테 NextStage-》
- 《Home》
- 《Home Sweet Tokyo Season2》
- 《KBOYS》
- 《LIFE! 스페셜 참는! 우에몽》
- 《Love or Not 2》
- 《PRINCE OF LEGEND》
- 《tourist 투어리스트 제2화 타이베이편》
- 《tourist 투어리스트 제3화 호치민편》
- 《결혼 상대는 추첨으로》
- 《경부보 우스이 코이치~마인드~》
- 《경시청 수사 자료 관리실》
- 《고독한 미식가 2018 섣달그믐 스페셜》
- 《고양이 탐정의 사건부》
- 《과수연의 여자 18》
- 《그래도 사랑하는》
- 《기묘한 이야기 '18 가을 특별편》
- 《까마귀가 된 나는 지상의 세계를 내려했다.》
- 《나와 시포와 가구라자카》
- 《너의 묘비를 세워 가자.》
- 《누케마이루~여자 세명 신궁참배~》
- 《대연애~나를 잊지 너와》
- 《대유괴 2018》
- 《당신은 전달한다》
- 《도로케이-경시청 수사3과-》
- 《도쿄 BTH~TOKYO BLOOD TYPE HOUSE~》
- 《동아리, 좋아하지 않으면 안됩니까?》
- 《룸 론더링》
- 《리갈 V~전 변호사·타카나시 쇼코~》
- 《마리오~AI의 행방~》
- 《만복》
- 《망각의 사치코》
- 《미츠시마 히카리 × 에도가와 란포》
- 《반드시...전해지는 스토리. (오카조에 마키편)》
- 《버닝》
- 《변두리 로켓 2》
- 《블랙 스캔들》
- 《사일런트 보이스 행동 심리 수사관·타테오카 에마》
- 《사쿠라의 오야코동 2》
- 《산마의 가장 긴 날》
- 《성☆형님》
- 《소하 드라마 료마가 온다》
- 《쇼와 겐로쿠 라쿠고 심중》
- 《슈츠》
- 《심야의 유감천만 사랑도감》
- 《아득한 산 부르는 소리》
- 《아시걸 SP~초시공 러브 코미디 다시~》
- 《엔도 켄이치와 쿠도 칸쿠로의 공부하겠습니다》
- 《오늘 밤, 마음대로 안아도 될까요?》
- 《오늘부터 우리는!!》
- 《오사카 순환선 Part4 사람 역마다의 스마일》
- 《요괴! 햣키야 고등학교》
- 《우리는 기적 수있다》
- 《위 러브. -풋풋한 사랑을 지켜 보는 두사람의 이야기-》
- 《유괴법정~세븐 데이즈~》
- 《이 만화가 대단하다!》
- 《이런 미래는 들어본 적 없어!!》
- 《이 사랑은 죄인가!?》
- 《이주는 기후와》
- 《이요! 벤케이》
- 《이쿠타가의 아침》
- 《이누가미 일족》
- 《인연의 기억~에도→도쿄 드라마~ 시즌 5》
- 《주부 카츠!》
- 《주재 형사》
- 《중학성일기》
- 《짐승이 될 수없는 우리》
- 《추녀도 I LOVE YOU》
- 《콜드 케이스 ~진실의 문~ 시즌 2》
- 《크로스로드 3 군중의 정의》
- 《타나카 케이 24시간 TV》
- 《타치바나 노보루 청춘 비망록 3》
- 《텐 천화 거리의 쾌남아》
- 《파트너 Season17》
- 《판도라 IV AI전쟁》
- 《페이크 뉴스》
- 《프리티가 너무 많은》
- 《플라스틱 스마일》
- 《호박의 꿈》
- 《후지와라 타츠야의 세컨드》
- 《허래스먼트 게임》
- 《헤이세이 바시르》
- 《화염 변호인》
- 《황혼유성군~인생 접고，사랑을 했다~》
- 《회귀 경시청 강행범 계·히구치 아키라》
- 《히가시노 게이고 편지》

## 참고 자료
- ja:2018年のテレビドラマ (日本)

## 같이 보기
- 일본의 텔레비전 드라마 목록
- 2010년대 일본의 텔레비전 드라마 목록